# Amtsgericht Markneukirchen
Das Amtsgericht Markneukirchen war ein Gericht der ordentlichen Gerichtsbarkeit und eines von zwölf Amtsgerichten im Sprengel des Landgerichtes Plauen mit Sitz in Markneukirchen.

## Geschichte
Von 1856 bis 1879 bestand in Markneukirchen das Gerichtsamt Markneukirchen als erstinstanzliches Gericht. Mit den Reichsjustizgesetzen wurde das Gerichtsamt Markneukirchen aufgelöst und das Amtsgericht Markneukirchen als Nachfolger des Gerichtsamtes eingerichtet. Der Amtsgerichtsbezirk umfasste Markneukirchen, Bernitzgrün, Breitenfeld, Erlbach mit Kegel, Eubabrunn, Gopplasgrün mit Berghäusern, Gunzen, Hetzschen, Landwüst, Wernitzgrün und Wohlhausen mit Friebus und Hirschmühle. Das Amtsgericht Markneukirchen war eines von zwölf Amtsgerichten im Bezirk des Landgerichtes Plauen. Der Amtsgerichtsbezirk umfasste danach 8599 Einwohner. Das Gericht hatte damals eine Richterstelle und war damals das zweitkleinste Amtsgericht im Landgerichtsbezirk.

## Gerichtsgebäude

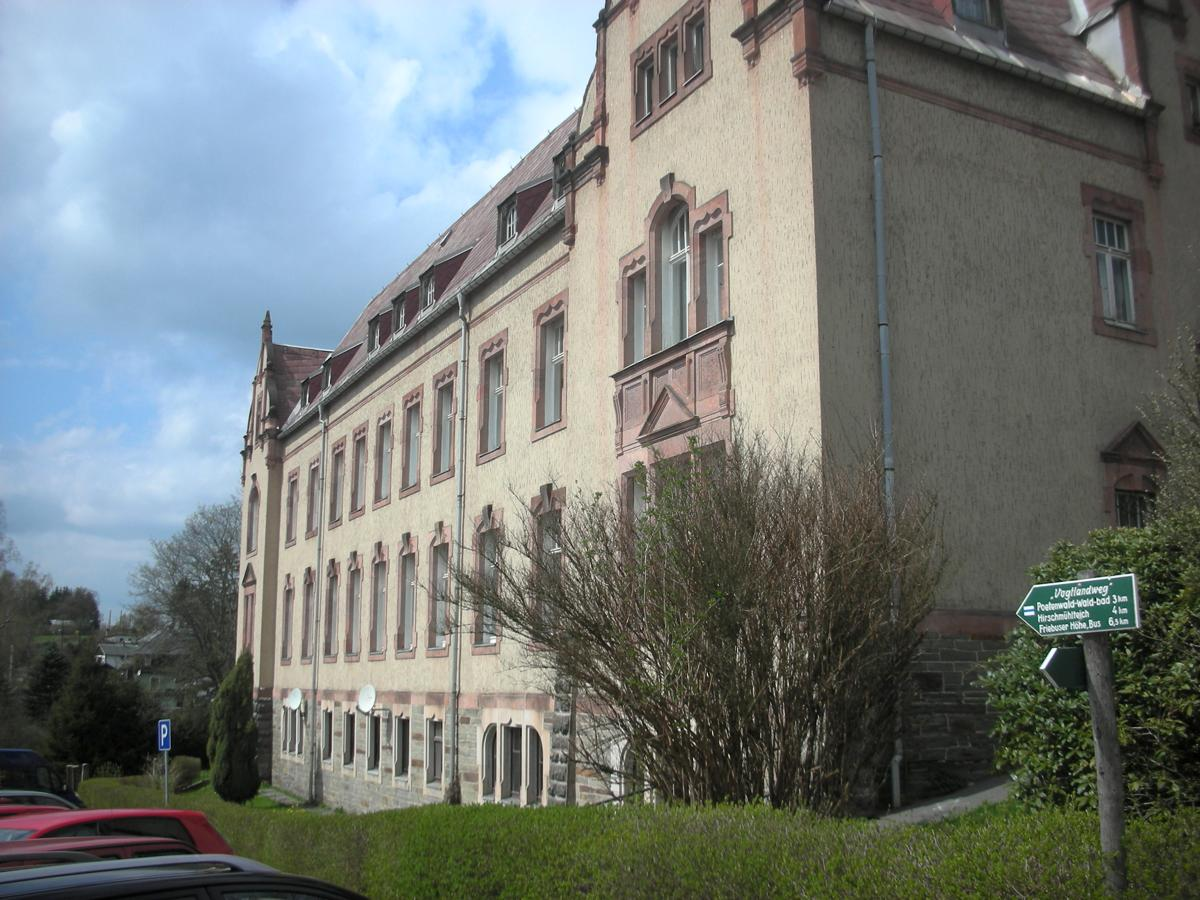
Ehem. Gerichtsgebäude (2010)

Das Gericht hatte seinen Sitz in dem 1901 und 1902 erbauten Gerichtsgebäude in Markneukirchen (Johann-Sebastian-Bach-Straße 13). Es ist seit 1952 Musikschule. Der repräsentative Putzbau im Stil der deutschen Neorenaissance steht aufgrund seiner bau- und ortshistorischen Bedeutung unter Denkmalschutz.